# DRAMA Songs
『DRAMA Songs』（ドラマ ソングス）は、日本の女性歌手、広瀬香美の2枚目のカバー・アルバム。2010年1月20日に、ビクターエンタテインメントからリリースされた。

## 解説
1990年代に放送された連続ドラマの主題歌の中から、オリコン年間チャートTOP10にランクインしたヒット曲を中心に選曲された。

## 収録曲
1. 空も飛べるはず （スピッツ） (4:20)
2. 悲しみは雪のように （浜田省吾） (4:42)
3. ラブ･ストーリーは突然に （小田和正） (4:43)
4. Time goes by （Every Little Thing） (5:14)
5. YAH YAH YAH （CHAGE and ASKA） (5:09)
6. 今すぐKiss Me （LINDBERG） (3:58)
7. 名もなき詩 （Mr.Children） (4:46)
8. CRAZY GONNA CRAZY （TRF） (5:05)
9. 優しい雨 （小泉今日子） (4:19)
10. OH MY LITTLE GIRL （尾崎豊） (4:00)
11. All I Want for Christmas Is You （マライア・キャリー） (3:55)
12. If We Hold On Together （ダイアナ・ロス） (4:40)